# Michiel van den Bos
Michiel van den Bos (Pseudonyme: M.C.A. und Mike Boss; * 23. Mai 1975 in Rotterdam)  ist ein niederländischer Musiker und Produzent.

## Leben und Werk
Derzeit produziert er vorrangig für Epic Games und Triumph Studios. Er begann Stücke auf dem Commodore 64 und Amiga zu komponieren und produzierte daraufhin auch Titel für kommerzielle Videospiele wie Unreal, Unreal Tournament, Deus Ex, und die Overlord-Serie. Neuere Titel schrieb er zuletzt für Age of Wonders: Planetfall.
In einem Interview gab Van den Bos LTJ Bukem, John Williams, Jerry Goldsmith, Martin Galway, Underworld, Rob Hubbard, Jeroen Tel, Ben Daglish, Carcass, At the Gates, Insomnium, PFM und Artemis als maßgebliche Inspirationen an.
Van den Bos ist aktiv als Indie/Alternative DJ.

## Mitwirkungen
- 1998: Unreal (und für die Erweiterung, Return to Na Pali)
- 1999: Age of Wonders
- 1999: Unreal Tournament
- 2000: Deus Ex
- 2007: Overlord
- 2007: Overlord: Raising Hell
- 2009: Overlord: Dark Legend
- 2009: Overlord II
- 2012: Samurai Beatdown[4]
- 2014: Age of Wonders III
- 2016: Voidrunner[5]
- 2019: Age of Wonders: Planetfall[6]
- Angekündigt: Unreal Tournament[7]
- 2023: Age of Wonders 4

## Diskographie

### Alben
- 2014: Taking the Fifth
- 2014: Drifting Through Static
- 2020 – Conspiravision: Deus Ex Remixed[8]